# Schiavitù nell'antica Roma

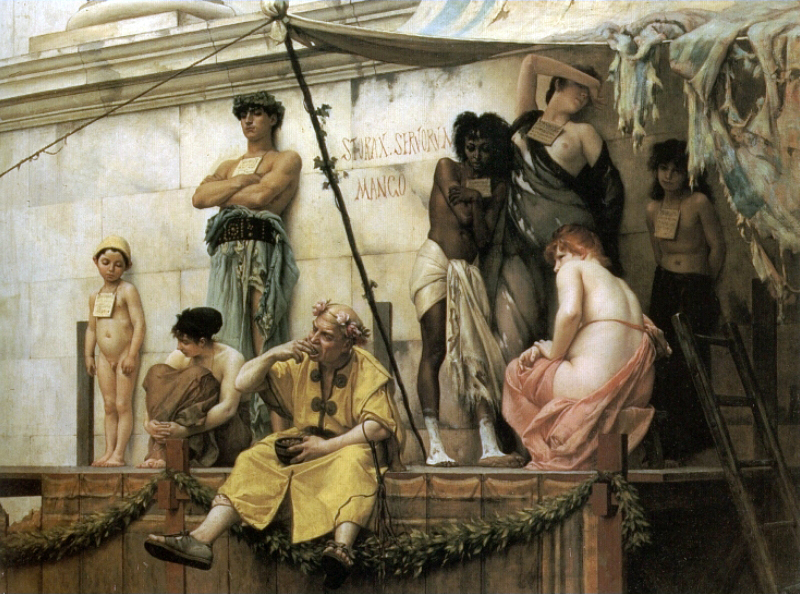
Il mercato degli schiavi, di Gustave Boulanger

In tutte le fasi storiche di Roma si può riscontrare il fenomeno della schiavitù. L'entità numerica e l'importanza economica e sociale della schiavitù nella Roma antica aumentò con l'espansione del dominio di Roma e la sconfitta di popolazioni che venivano sottomesse e molto spesso rese schiave. Soltanto a partire dal Tardo Impero con la conclusione delle guerre di conquista, l'ascesa al potere di imperatori non italici, la diffusione del Cristianesimo e la concessione della cittadinanza romana a molti popoli barbari (in seguito al loro arruolamento nelle legioni romane oppure al pagamento di tributi), il fenomeno della schiavitù cominciò a declinare e poi estinguersi progressivamente.
In lingua latina schiavo si diceva servus oppure ancillus. Il titolare del diritto di proprietà sullo schiavo era detto dominus. Si ha notizia anche di schiavi posseduti da altri schiavi: in questo caso, formalmente, il primo schiavo (detto ordinarius) non era proprietà dell'altro (detto vicarius), ma faceva parte del suo peculium, l'insieme di beni che il dominus gli concedeva di tenere per sé.
I Romani consideravano l'essere schiavi come una condizione infame ed un soldato romano preferiva togliersi la vita piuttosto che diventare schiavo di un qualsiasi popolo 'barbaro' (termine derivante dalla lingua greca, βάρβαρος, con cui prima i greci e poi i romani definivano gli 'stranieri', ossia rispettivamente i 'non greci' e i 'non romani').

## Vita degli schiavi romani
Dopo essere stati venduti al mercato (il più importante fino all'inizio del I secolo a.C. fu quello dell'isola di Delo, dove secondo Strabone si trattavano 10 000 individui al giorno), gli schiavi diventavano oggetti a disposizione assoluta del loro padrone, che spesso li marchiava a fuoco come riconoscimento della sua proprietà. Non avevano dignità giuridica, non potevano possedere né beni di proprietà e neanche una propria famiglia, dal momento che il loro matrimonio, anche se raggiunto con il consenso del padrone, si considerava come un semplice concubinato ed i figli nati da esso erano di proprietà del padrone.
Gli schiavi eseguivano ogni tipo di attività lavorativa immaginabile per l'epoca, nelle domus (gli schiavi domestici venivano spesso ricevuti con una cerimonia e si praticava loro una "purificazione" versando acqua sulla testa), nelle ville e nelle fattorie, che non comportasse l'utilizzo di armi, la possibilità di fuga o la gestione di beni molto costosi: agricoltore, allevatore di animali, falegname, giardiniere, domestico, muratore, ecc.
Solitamente agli schiavi venivano assegnati compiti in base al loro livello culturale e particolari competenze o inclinazioni.
Nel caso fosse particolarmente colto, spesso veniva impiegato come insegnante di lingua, più spesso il greco, o, nel caso di persone molto calme e fidate, come precettore dei bambini. Raramente venivano utilizzati come scriba, compito che si preferiva affidare a professionisti romani.

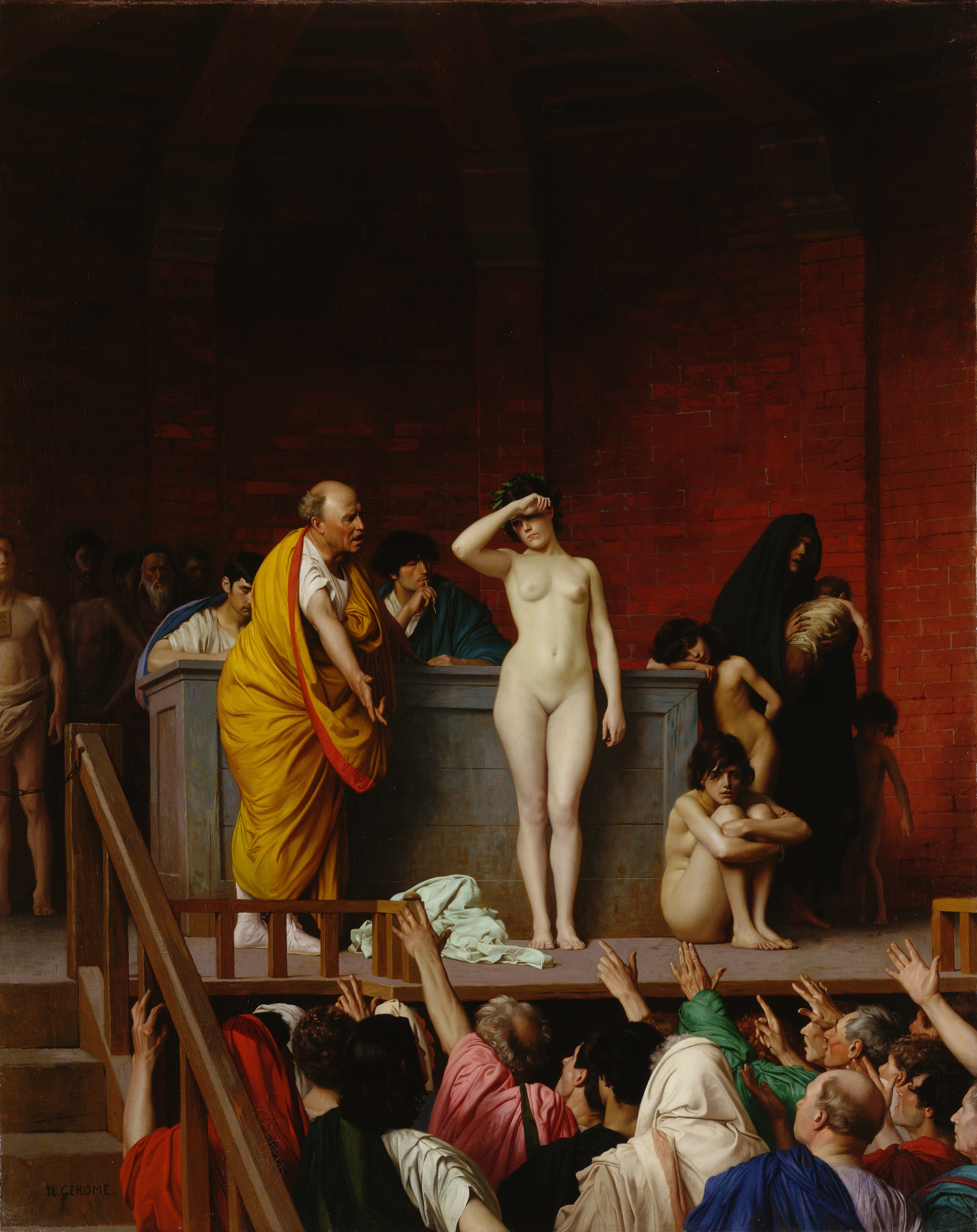
Mercato degli schiavi, da un dipinto di Jean-Léon Gérôme.

Anche nelle professioni specializzate erano presenti molti schiavi: mimi e cantori, artigiani, architetti, atleti, contabili, intellettuali (filosofi, poeti, storici, eruditi in genere).
Tra le mansioni di medio livello vi era la cura estetica ed il benessere fisico della persona. Esistevano quindi: addetti al bagno, manicure e pedicure, massaggiatori, prostitute, truccatrici, guardarobieri con il compito di aiutare ad indossare la toga, la palla, ecc. Erano spesso incaricati di compiere funzioni di maggiordomo, ricevevano gli invitati, raccoglievano la toga ed i calzari, preparavano il bagno caldo, insaponavano, risciacquavano ed asciugavano i padroni, e spesso lavavano loro i piedi. Si trattava per lo più di schiavi provenienti dall'Egitto e dall'Oriente civilizzato.
I più belli, graziosi e gentili, erano meglio abbigliati, servivano il vino, tagliavano le vivande, porgevano i vassoi, mentre quelli incaricati di raccogliere, pulire i piatti e gettare o riciclare la spazzatura erano peggio vestiti. Spesso nelle famiglie più ricche ad ogni invitato si aggiudicava uno schiavo "servus ad pedes", che rimaneva seduto ai piedi del triclinio. Quelli che nascevano schiavi e venivano educati costituivano una classe privilegiata tra i servi. Non potevano assistere alle rappresentazioni teatrali.
Per gli schiavi esistevano mansioni di basso livello, come spurgare le fognature, buttare la spazzatura, allevare i porci, ecc. Gli schiavi impiegati nell'inferno delle miniere o nel duro lavoro nei latifondi, militarmente organizzato per una produzione su larga scala, erano spesso quelli provenienti dall'occidente barbarico.
Un'autentica condanna a morte era la cessione a una scuola di gladiatori, che in molti casi portava rapidamente alla morte e solo qualche volta alla gloria come gladiatore plurivittorioso, che spesso riotteneva la libertà. Gli schiavi non combattevano in guerra, perché reputati inaffidabili.
Agli schiavi spesso i padroni mettevano una targhetta o un ciondolo iscritto simile al collare, rinvenuto a Roma, recante l'epigrafe " tene me ne fugia[m] et revoca me ad dom[i]inu[m] meu[m] Viventium in ar[e]a Callisti", vale a dire "arrestami che io non continui a fuggire e riportami dal mio padrone Viventius nell'area di Callisto" (forse l'area nei pressi della chiesa di Santa Maria in Trastevere fondata nel III secolo dal vescovo e martire Callisto).

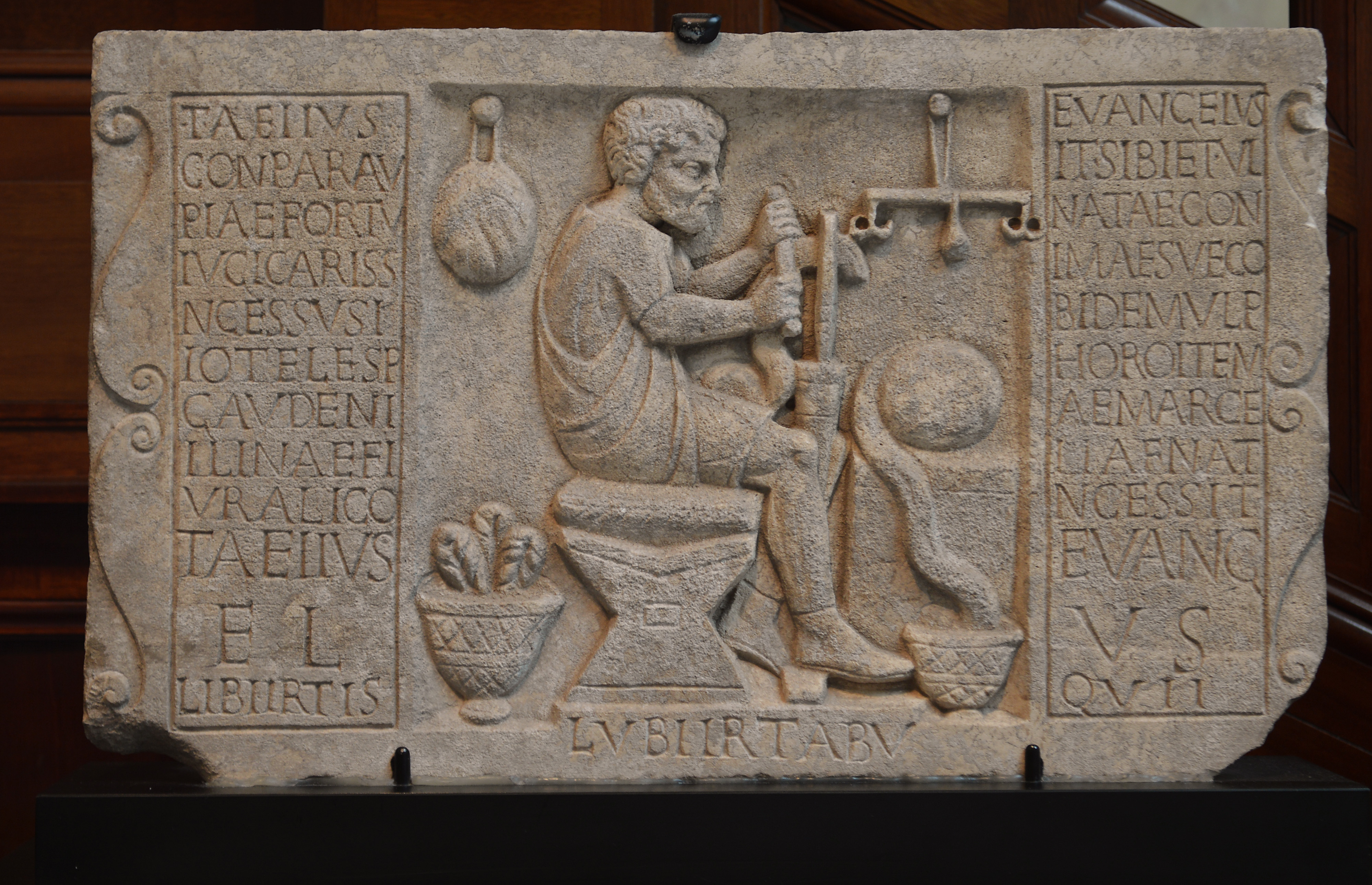
Titus Aelius Evangelus, schiavo liberato, commerciante e produttore di lana. Iscrizione funebre su marmo, esposta al Medelhavsmuseet di Stoccolma in Svezia. Probabilmente proveniente da Ostia Antica

Gli schiavi affrancati (manomessi) dai loro padroni venivano invece chiamati liberti. Alcuni di questi, specie nell'età imperiale, fecero sorprendenti carriere: per compensare o far dimenticare la propria origine servile, i più intraprendenti si gettarono in speculazioni lucrose, accumulando in fretta grandi capitali per poi dedicarsi all'usura. I liberti più abili e colti posero le proprie capacità nella burocrazia al servizio degli imperatori come segretari, consiglieri, amministratori; del resto, erano spesso preferiti ai senatori perché più fedeli di loro all'ex padrone, al quale dovevano tutto: la libertà e il potere.
Le pene o punizioni nei confronti degli schiavi erano molto diffuse, da quella più semplice del trasferimento in una famiglia rustica a quella del lavoro forzato in miniera, alle cave, alla macine, al circo, sino alla crocifissione. Frequente era il ricorso alla fustigazione (sferza, scudiscio e il terribile flagello, frusta a nodi), alla rasatura della testa, fino alla tortura vera e propria: l'ustione mediante lamine di metallo incandescenti, la frattura violenta degli stinchi, la mutilazione, l'eculeo (strumento in legno che stirava il corpo sino a spezzarne le giunture). Agli schiavi fuggitivi, calunniatori o ladri si scrivevano in fronte, col marchio infuocato, rispettivamente le lettere FUG (fugitivus), KAL (kalumniator) o FUR (fur=ladro). Tuttavia chi riusciva a sottrarsi alla cattura cessava di essere schiavo, per una consuetudine passata nel diritto. Per gli schiavi ribelli, terroristi, sediziosi vi era la crocifissione; molti, però, finivano anche in pasto alle belve feroci del circo, bruciati vivi o venduti alle scuole gladiatorie, dove nella maggior parte dei casi la morte sopraggiungeva rapida.
L'ergastulum era la prigione privata in cui i padroni rinchiudevano gli schiavi indisciplinati destinati ai lavori più pesanti (di qui il termine italiano ergastolo).
Essi si riunivano in collegia per assicurarsi assistenza materiale e atti di culto funerario. Alla fine dell'età repubblicana e all'inizio dell'età imperiale la filosofia dello stoicismo, che affermava il principio della libertà naturale di ogni uomo, si diffuse nel mondo intellettuale romano e contribuì ad alleviare le condizioni di vita degli schiavi.

## Cause della schiavitù
- Nascita da una madre a sua volta schiava in una domus (erano chiamati verna).
- Perdita della propria condizione di libero:
  - bambino esposto alle intemperie in campagna, salvato da briganti e allevato per essere venduto come schiavo, spesso in località lontane;
  - figlio venduto dal padre in virtù della sua condizione di pater familias;[3]
  - cittadino non romano fatto prigioniero di guerra dai romani;
  - cittadino romano o straniero catturato dai pirati (come capitò a Gaio Giulio Cesare), incapace di pagare il proprio riscatto, poco noto, incapace di dimostrare la propria identità, successivamente venduto in terra straniera. Questo non accadeva però ai cittadini romani fatti schiavi del nemico e che tornavano poi in patria, grazie a un antico istituto, ovvero lo "ius postliminii"[4].
  - individui condannati a pena giudiziaria comportante la perdita definitiva della libertà personale;
  - debiti (nexum): molti cittadini divenivano proprietà del creditore in seguito alle leggi ferree che nell'età repubblicana tutelavano i creditori.

### Abbandono dei neonati nei boschi
Nei tempi classici greco-romani, la schiavitù ebbe un certo collegamento con la pratica dell'abbandono dei neonati. Neonati considerati deformi, malaticci o indesiderati, venivano esposti alle intemperie nei boschi, dove potevano morire o essere adottati; questi erano spesso salvati dai mercanti di schiavi, che li allevavano per farli diventare loro schiavi. Il filosofo cristiano Giustino, nella sua Prima Apologia, difendeva la pratica cristiana di non esporre gli infanti per preservarli da un destino di schiavitù.
(Giustino)

## Condizione giuridica degli schiavi
A causa della grande importanza economica e sociale che gli schiavi avevano nella società Romana, fin da subito il diritto si preoccupò di regolarizzare e inquadrare la posizione e le possibilità delle suddette persone.
Seguendo la divisione che il giureconsulto Gaio fece sulla ius, suddividendola a seconda che trattasse delle persone, le cose o le azioni, gli schiavi, in quanto esseri umani, venivano collocati in uno stadio alquanto atipico, infatti, seppur venivano fatti rientrare tra la ius riguardante la persona, in realtà erano possibili oggetti di proprietà o di altri diritti soggettivi, applicandosi, quindi, la ius delle cose.
Gli schiavi, in quanto considerati come cose, non potevano vantare alcun diritto o obbligo giuridico e le stesse unioni che nascevano tra uno schiavo e una schiava non avevano rilevanza, non essendo matrimonium, ma contubernium, e, proprio per questo, il padrone poteva disfare e separare le famiglie servili in totale libertà.
Per buona parte della storia Romana, gli schiavi erano assoggettati alla piena volontà del padrone, che aveva anche il potere di decidere la vita e la morte dei suoi servitori. 
Però, successivamente, il potere del padrone non fu più assoluto, attraverso delle leges e degli editti, specie in epoca imperiale:
la lex Petronia del 19 d. C. metteva sotto il controllo del magistrato la facoltà che aveva il padrone di destinare gli schiavi ad bestias, un editto dell'imperatore Claudio toglieva il diritto di proprietà al padrone che aveva abbandonato uno schiavo vecchio e malato e l'imperatore Antonino Pio minacciò pene al padrone che uccideva uno schiavo sine causa (senza motivo).
La condizione servile, comunque, era semi-ereditaria, infatti il figlio di una madre schiava era schiavo, qualunque fosse la condizione giuridica del padre; invece il figlio nato da madre libera era libero, anche se il padre era uno schiavo.
Visto e considerato che sin dall'età arcaica gli schiavi venivano utilizzati per svolgere particolari negozi giuridici, il diritto romano riconosceva una limitata capacità d'agire, che permetteva al servitore di compiere validamente azioni che fornissero l'acquisto di diritti soggettivi, ma essi erano attribuiti al padrone.
Questi atti, comunque, non potevano danneggiare la posizione giuridico-patrimoniale del padrone.
Gli schiavi, non essendo soggetti a diritti o obblighi giuridici, non potevano compiere alcun negozio che gli avrebbe fornito debiti o beni, anche per il fatto che non potevano possedere nulla.
Però, fin dall'età arcaica, si diffuse la pratica di concedere ai servi un "peculio" (peculium), una somma di denaro o dei beni che, sebbene rimanessero nominalmente di proprietà del padrone, venivano usati e gestiti dagli schiavi.
Con il ricorso al peculio, gli schiavi non soltanto potevano trafficare con terzi o accrescere il loro patrimonio, ma anche assolvere agli impegni assunti.
Da qui, quindi, il riconoscimento, prima nella vita di tutti i giorni, poi dal diritto, degli obblighi assunti con atto lecito e la possibilità di assolvere a questi, ovviamente senza che nessuno potesse costringerli, a causa della loro condizione giuridica.
Comunque, da ciò, nacque il divieto, per il padrone, di pretendere dal terzo la restituzione di quanto il proprio servo avesse dato in adempimento di un obbligo.
Così si giunge, nell'età classica, al raggiungimento da parte del diritto di assumere veri e propri obblighi (obligatio), però "obligationes naturales", che, a differenza di quelle riservate a soggetti liberi, non davano luogo a possibili actiones in caso di non o di ritardo nell'assolvimento degli obblighi presi.
I creditori terzi, seppur non potevano costringere il servo e il suo padrone ad adempiere, potevano tuttavia trattenere quanto ricevuto in adempimento.

## Leggi che regolavano la schiavitù
- Lex Poetelia-Papiria (326 o 313 a.C., le fonti non sono concordi) - Riguardo all'abolizione della schiavitù contratta per debiti
- Lex Scantinia (circa 149 a.C.) - Colpiva i rapporti omosessuali con persone di condizione libera
- Lex Aemilia (115 a.C.) - Concedeva il voto ai liberti (con limitazioni)
- Lex Cornelia (82 a.C.) - Proibisce agli uomini liberi di uccidere gli schiavi altrui
- Svetonio afferma che Augusto "considerando di grande importanza che il popolo fosse conservato puro e al riparo da ogni mescolanza corruttrice di sangue straniero"[8] fu molto restio nel concedere la cittadinanza romana, ponendo anche precise regole riguardo all'affrancamento. A Tiberio che gli chiedeva la cittadinanza per un suo cliente greco, rispose che non l'avrebbe concessa se non gli avesse dimostrato giusti i motivi della richiesta; la negò anche alla moglie Livia che la chiedeva per un gallo tributario.[8] E così degli schiavi, una volta tenuti lontani dalla libertà parziale o totale, stabilì il loro numero, la condizione e la divisione in differenti categorie, in modo da stabilire chi potesse essere affrancato. Aggiunse, infine, che colui che fosse stato imprigionato o sottoposto a tortura non avrebbe mai potuto diventare un uomo libero.[8] Ciò determinò una serie di leggi in tale direzione:
  - Lex Iunia Norbana (Attorno al 19 a.C. oppure dell'epoca di Tiberio?) - Riguardo allo status dei liberti
  - Lex Fufia Caninia (anno 2 a.C.) - Limitazione nel liberare gli schiavi.
  - Lex Aelia Sentia (anno 4) - Legge contro la liberazione di schiavi
  - Senatus consultum Silanianum (anno 10) - Riguardo agli schiavi
- Lex Petronia (anno 32) - Rimuove l'obbligo di combattere nel circo se ordinato dal padrone
- Senatus consultum Claudianum (anno 52) - Obbligo condizionale di prestare cure mediche allo schiavo malato, stabilendo che lo schiavo abbandonato dal padrone perché infermo acquiva la libertà
- Un editto di Antonino Pio punì l'uccisione ingiustificata del proprio schiavo alla pari di quella dell'uomo libero.

## Condizione degli schiavi

### Età repubblicana ed Alto Impero (II secolo a.C. - II secolo d.C.)
Nell'epoca del grande espansionismo romano (II-I secolo a.C.) agli schiavi non era garantito nessun basilare diritto, tanto che un padrone poteva uccidere uno schiavo nel pieno rispetto della legge (ius vitae ac necis). Nel I secolo a.C. vennero, però, istituite le prime leggi a favore degli schiavi: la legge Cornelia, dell'82 a.C. punì l'uccisione degli schiavi altrui senza giustificato motivo alla stregua dell'omicidio di uomini liberi e la legge Petronia, del 32, rimosse l'obbligo dello schiavo di combattere nel Circo se richiestogli dal proprietario. Comunque l'uccisione degli schiavi era un evento molto raro, dato che gli schiavi erano un bene molto costoso e capace di generare rendite. Tuttavia, in caso di grandi rivolte, come le guerre servili che funestarono l'età repubblicana, i romani non esitavano a punire gli schiavi ribelli con crocifissioni di massa lungo le vie consolari, come monito per gli altri schiavi.
La situazione degli schiavi migliorò soprattutto in età imperiale. Claudio stabilì che se un padrone non dava cure ad uno schiavo malato e questi veniva ricoverato da altri presso il tempio di Esculapio, in caso di guarigione diventava libero, se invece lo schiavo moriva il padrone poteva essere incriminato. Il filosofo ispano-romano Lucio Anneo Seneca (non cristiano, di epoca neroniana, contrario anche ai giuochi gladiatorii), esortava a non maltrattare e a non uccidere gli schiavi, anche se questo comportamento non comportava un'infrazione diretta della legge romana. Domiziano vietò la castrazione; Adriano permise la vendita delle schiave ai postriboli, inoltre punì i maltrattamenti inflitti dalle matrone alle loro schiave; Marco Aurelio garantì il diritto di asilo per i fuggitivi nei templi e presso le statue dell'imperatore. Antonino Pio punì l'uccisione dello schiavo da parte del padrone senza un giustificato motivo alla stregua dell'omicidio degli uomini liberi, ampliando le disposizioni della lex Cornelia.

### Tardo Impero (III-V secolo d.C.)

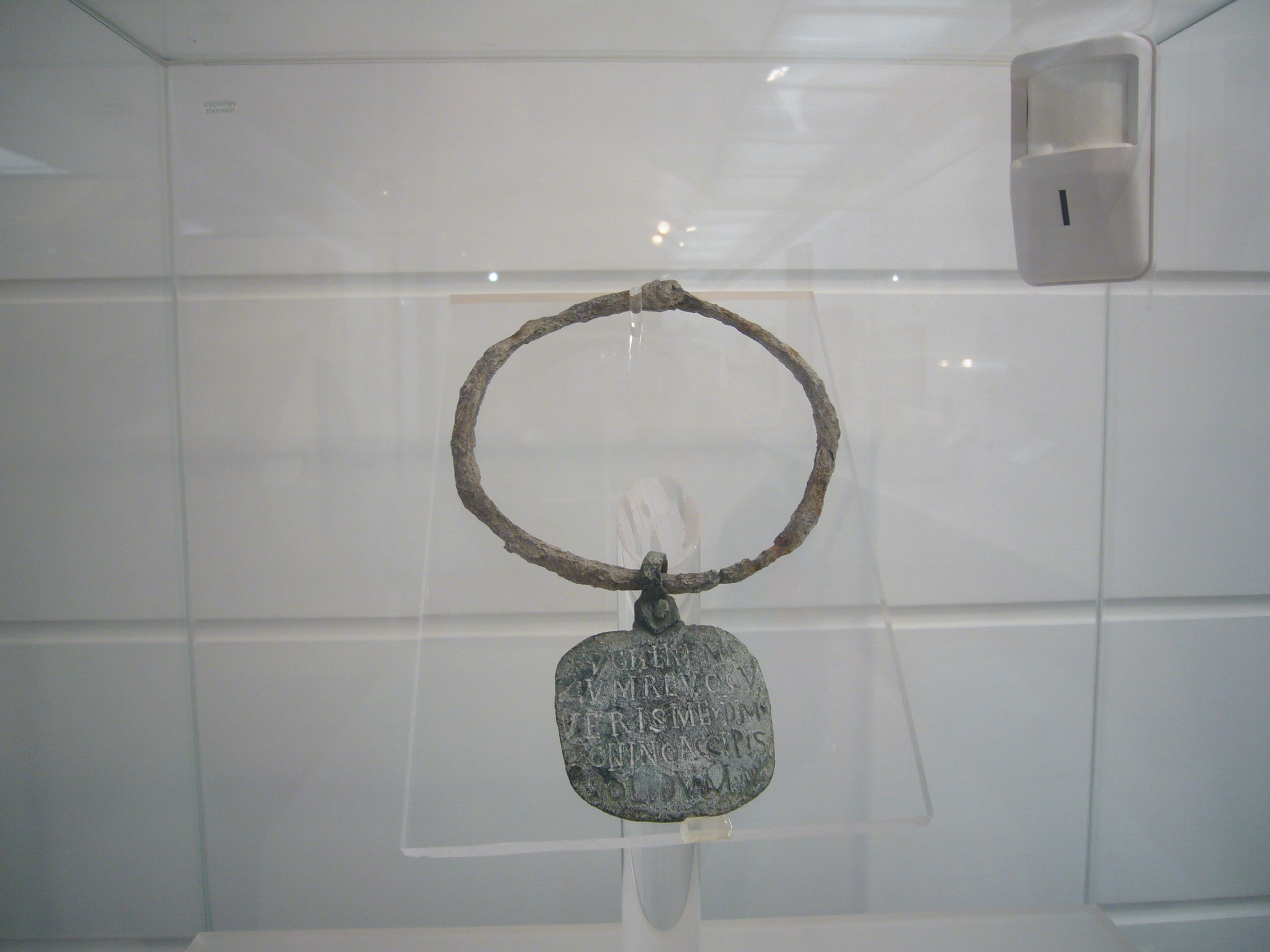
Collare di uno schiavo romano (IV-VI secolo d.C.).

La quantità di schiavi venduti cominciò a declinare progressivamente nel Tardo Impero soprattutto per la conclusione delle grandi guerre di conquista che avevano caratterizzato l'età repubblicana e i primi due secoli dell'Impero. Inoltre le persone cominciarono a servirsi di ogni risorsa legale o sociale per non essere fatte schiave.
Con l'avvento del Cristianesimo, compreso il periodo paleocristiano, anche se si può pensare il contrario, non si registrò mai una chiara condanna della schiavitù da parte dei Padri della Chiesa (anche se in effetti nel 217 d.C. divenne pontefice il liberto Callisto). Tuttavia, nonostante non sia mai stato proclamato un editto imperiale abolizionista della schiavitù, grazie alla decadenza dell'antica religione romana, alla protezione giuridica dello schiavo da parte della Chiesa e al movimento di emancipazione iniziato dagli imperatori pagani, le condizioni degli schiavi cominciarono a migliorare e la schiavitù si estinse progressivamente.

## Importanza della schiavitù nell'economia e nella società romane

### Tarda età repubblicana e prima età imperiale (II secolo a.C.-II secolo d.C.)
Le stime degli storici riguardo alla percentuale di schiavi nell'Impero Romano variano molto. Alcuni storici ritengono che circa il 30% della popolazione dell'Impero nel primo secolo sia stata costituita da schiavi. Altri storici, invece, riducono la percentuale al 15%-20% circa della popolazione. Una stima più bassa li ipotizza al 10% della popolazione. Secondo gli studi di Walter Scheidel essi costituivano dal 7% al 13% della popolazione imperiale, e dal 15% al 25% di quella dell'Italia. Gli schiavi erano diffusi nelle aree rurali e in quelle urbane, e ve ne erano sia di proprietà pubblica che privata, comune o individuale. Gli schiavi erano costosi da acquistare e mantenere: i nobili ne avevano in grandi quantità (i più ricchi anche centinaia) mentre i proletari non ne possedevano; i romani con un censo medio se ne potevano permettere uno o due.
Anche se non fu quella romana la civiltà classica più condizionata dallo sfruttamento della schiavitù (come probabilmente lo fu la civiltà spartana, in cui il numero di iloti - termine spartano per "schiavo" - superava il numero dei cittadini spartani in una proporzione di circa sette a uno), tutti gli autori hanno evidenziato come l'economia romana, specie nell'età imperiale, dipendesse pesantemente dall'utilizzo del gran numero di schiavi.
Il fulmineo successo della schiavitù di massa nel mondo romano, altrimenti incomprensibile, si spiega con la necessità della produzione su larga scala richiesta dalle enormi dimensioni raggiunte dai domini di Roma dal II secolo a.C. in poi. Un'organizzazione economica di miriadi di piccole proprietà, tipiche della prima età repubblicana (V-III secolo a.C.) avrebbe comportato mediazioni laboriosissime. Invece, la disponibilità massiccia, immediata e incondizionata di milioni di esseri umani da mettere al lavoro permetteva di produrre e vendere su larga scala e di organizzare i lavoratori senza alcun vincolo dovuto alle loro esigenze umane, se non quello basilare della loro sopravvivenza. L'esercito degli schiavi consentiva, quindi, la gestione a costi minimi dei latifondi pastorali ed estensivi e la gestione intensiva delle ville, che secondo alcuni storici è la più efficiente e razionale forma produttiva che l'economia romana abbia mai inventato. L'unica pecca del sistema era che il mantenimento della disciplina nelle grandi aziende servili comportava un apparato repressivo permanente e costoso, economicamente e psicologicamente: si capisce allora come con il passare del tempo si facessero più frequenti le manomissioni, fino ad arrivare da parte dei padroni alla gestione più distaccata dei loro fondi tramite l'affittanza a lavoratori liberi, che si consolidò nell'istituzione del colonato.

### Tardo Impero: trasformazione nelle professioni coatte e nel colonato (III-V secolo d.C.)
Dal momento che nel Tardo Impero, con la conclusione delle grandi guerre di conquista, il numero di soldati nemici e popolazioni catturate calò enormemente, e gli schiavi diventavano sempre di più una merce rara e molto costosa, progressivamente si trasformò la schiavitù in servitù, vincolando i lavoratori a professioni ereditarie ("professioni coatte"). Nel caso dell'agricoltura si legarono gli schiavi e i contadini liberi con il colonato alle terre dove erano nati: veniva in questo modo impedito il loro maltrattamento o la loro uccisione, ma nella sostanza li si rendeva poco più che schiavi, costretti a prestare servizi (corvée) o pagare canoni in natura al proprietario (futuro signore feudale del Medioevo) del fondo, in cambio della sua protezione, di un piccolo salario o della possibilità di trattenere una parte del raccolto per la sussistenza della propria famiglia. Dal colonato si svilupperà, quindi, la futura servitù della gleba dell'età medievale.
Un'altra ragione che potrebbe avere comportato la scomparsa della schiavitù può essere stata la diffusione delle prime macchine semplici, come i mulini ad acqua oppure mossi da animali. Come dimostra la macchina di Anticitera, gli scienziati del mondo classico conoscevano i meccanismi ad ingranaggio, anche abbastanza complessi. È quindi probabile che durante il Tardo Impero al posto degli schiavi siano state impiegate macchine per la macinazione del grano oppure, in siderurgia, mantici mossi da ingranaggi (come si può notare in Toscana, negli scavi archeologici di Cosa vicino ad Ansedonia), anche se non è ancora chiaro quanto fosse diffuso il ricorso a tali macchine e quanto fossero efficienti.

## Lavoro degli schiavi e libertà aristocratica
Secondo lo storico ed economista Giorgio Ruffolo il «lavoro manuale schiavista era la condizione della libertà aristocratica del pensiero», ovvero la separazione tra otium creativo, appannaggio delle aristocrazie, e lavoro brutale, abbandonato alle classi subalterne e agli schiavi e quindi considerato disgustoso dagli intellettuali greco-romani, poggiava proprio sull'esistenza della schiavitù. Quando il sistema produttivo basato sullo sfruttamento degli schiavi andò in crisi nel Tardo Impero, le classi aristocratiche dovettero costringere alle professioni coatte la parte libera della popolazione mediante editti ed eserciti imperiali: i coloni saranno inchiodati alle campagne tramite l'istituzione del colonato; i mercanti delle città, invece, saranno costretti alla disciplina delle corporazioni. La società romana cadeva così in una paralizzante contraddizione: aveva, infatti, bisogno, per mantenere la sua ricchezza, di rafforzare quel dispotismo e quel potere centrale che minava proprio la sua libertà. Di qui il paradosso apparente denunciato da Francesco De Martino: «Per un apparente paradosso della storia, la libertà individuale era assicurata dall'esistenza degli schiavi. Senza di essi la libertà doveva estinguersi».

## Lista di alcuni tra i più famosi schiavi nell'antica Roma
- Livio Andronico (prigioniero di guerra tarantino, che tradusse in latino, in versi saturnini, l'Odissea nell'anno 240 a.C.; v. Odissea di Livio Andronico)
- Gneo Nevio (prigioniero di guerra napoletano)
- Epitteto, (filosofo greco d'origine frigia, nato schiavo e comprato da Epafrodito, il quale fu a sua volta schiavo, venendo poi liberato dall'imperatore Claudio, e divenne segretario di Nerone. Al servizio d'esso Epitteto partecipò alle lezioni dello stoico Gaio Musonio Rufo)
- Publio Terenzio Afro, cartaginese, portato a Roma dopo la seconda guerra punica. Autore di commedie.
- Polibio (storico greco, prigioniero dopo la conquista di Grecia fatta dal console Lucio Emilio Paolo nell'anno 168 a.C.).
- Spartaco (legionario reclutato in Tracia, disertore in Macedonia, catturato e poi condannato a combattere come gladiatore, è a capo di una ribellione di schiavi sul Vesuvio, nel 73 a.C.)
- Marcia (Marcia Aurelia Ceionia Demetrias), schiava di origini libertine, amante dell'imperatore romano Commodo
- Papa Callisto I, vescovo di Roma dal 217 al 222 sotto gli imperatori romani Eliogabalo e Alessandro Severo.

## Film che trattano della schiavitù nell'antica Roma
- Spartaco, film diretto da Giovanni Enrico Vidali (1913)
- Spartaco, film diretto da Riccardo Freda (1953)
- Spartacus, di Stanley Kubrick, 1960.
- Spartacus, di Robert Dornhelm, 2004.